# Брисеньо, Марио
Марио Кристиан Осмин Брисеньо Портилья (исп. Mario Cristián Osmín Briceño Portilla; 20 июня 1996 года, Ла-Серена) — чилийский футболист, играющий на позиции нападающего. Ныне на правах аренды выступает за чилийский клуб «Депортес Антофагаста».

## Клубная карьера
Марио Брисеньо — воспитанник чилийского футбольного клуба «Депортес Ла-Серена» из своего родного города. 2 августа 2014 года он дебютировал за команду в Примере B, выйдя на замену во втором тайме домашнего матча с клубом «Сан-Луис Кильота». 28 ноября 2015 года Брисеньо забил свой первый гол, доведя счёт до разгромного в домашнем поединке против команды «Депортес Темуко».
В июле 2016 года Марио Брисеньо перешёл в «Универсидад де Чили». 30 июля 2016 года он дебютировал в чилийской Примере, выйдя на замену после перерыва гостевой игры против «Сантьяго Уондерерс». 25 сентября того же года Брисеньо забил свой первый гол на высшем уровне, ставший единственным и победным в домашнем поединке с «Палестино».
С июля 2017 года Брисеньо на правах аренды выступает за «Депортес Антофагаста».

## Достижения
«Универсидад де Чили»
- Чемпион Чили (1): Кл. 2017